# SN 2003ly
SN 2003ly – supernowa typu Ia odkryta 20 grudnia 2003 roku w galaktyce A093749+1011. W momencie odkrycia miała maksymalną jasność 20,40m.